# Burhan Haldun
Burhan Haldun (mongolski: Бурхан Халдун) je sveta planina u sjeveroistočnom mongolskom gorju Khentii gdje srednjoazijska stepa susreće crnogorične šume sibirskih tajgi. Ova planina se povezuje s obožavanjem svetih planina, rijeka i ovoo-a (šamanski kameni oltari) u čijim se obredima oblikovala mješavina drevnih šamanskih i budističkih običaja. Ona je najpoznatija kao mjesto rođenja Džingis kana (ali i potvrđeno mjesto rođenja njegova velikog zapovjednika Subudaja) i navodno mjesto njegove skrivene grobnice. Što govori o kanovoj želji da ustanovi obožavanje planina kao važan oblik ujedinjenja mongolskih naroda. Zbog toga su „Velika Burhan Haldun planina i njezin sveti okolni krajolik” upisani na UNESCO-ov popis mjesta svjetske baštine u Aziji 2015. godine.
Planina je dio 12.270 km² velikog Khan Khentii zaštićenog područja, osnovanog 1992. god. Tu su stočarstvo i turizam strogo kontrolirani, a lov i rudarstvo zabranjeni kako bi se zaštitila divljina.

## Vanjske poveznice
- Doncroner.com  Arhivirana inačica izvorne stranice od 29. travnja 2016. (Wayback Machine) (engl.) Preuzeto 30. srpnja 2015.